# Kanton Vigeois
Der Kanton Vigeois war von 1790 bis 2015 ein französischer Wahlkreis im Département Corrèze in der damaligen Region Limousin. Er umfasste sechs Gemeinden im Arrondissement Brive-la-Gaillarde; sein Hauptort (frz.: chef-lieu) war Vigeois. Die landesweiten Änderungen in der Zusammensetzung der Kantone brachten im März 2015 seine Auflösung.

## Gemeinden
| Gemeinde                 | Einwohner (Stand: 2022) | Code postal | Code Insee |
| ------------------------ | ----------------------- | ----------- | ---------- |
| Estivaux                 | 408                     | 19410       | 19078      |
| Orgnac-sur-Vézère        | 321                     | 19410       | 19154      |
| Perpezac-le-Noir         | 1254                    | 19410       | 19162      |
| Saint-Bonnet-l’Enfantier | 413                     | 19410       | 19188      |
| Troche                   | 541                     | 19230       | 19270      |
| Vigeois                  | 1295                    | 19410       | 19285      |